# Kokudaka
Kokudaka (石高) refere-se a um sistema para determinar o valor da terra para fins tributários sob o Shogunato de Tokugawa do Período Edo do Japão, e expressando esse valor em termos de koku de arroz.
Um koku (aproximadamente equivalente a cinco alqueires) era geralmente visto como o equivalente a arroz suficiente para alimentar uma pessoa por um ano. A receita ou rendimento real derivado de uma propriedade variava de região para região e dependia da quantidade de controlo real que o detentor do feudo detinha sobre o território em questão, mas era em média cerca de 40 por cento do kokudaka teórico.
O montante da tributação não se baseava na quantidade real de arroz colhido, mas sim numa estimativa baseada no rendimento económico total da terra em questão, com o valor de outras culturas e produtos convertido no seu valor equivalente em termos de arroz.
A classificação de precedência dos daimyō, ou governantes feudais, era determinada em parte pelo kokudaka dos territórios sob a sua administração. Em 1650, o total de kokudaka do Japão foi avaliado em 26 milhões de koku, com o Shogun controlando diretamente 4,2 milhões de koku.